# Magnus Lagerberg
Adam Magnus Emanuel Lagerberg, född den 13 mars 1844 på Rörstrands porslinsfabrik i Stockholm, död 27 juli 1920 i Mariefred, var en svensk kammarherre, museiman och numismatiker.

## Biografi
Lagerbergs far Carl Julius Lagerberg tillhörde en släkt som adlades 1687 på grund av militära meriter. Grenar av släkten upphöjdes på 1700-talet i grevligt och friherrligt stånd. De manliga medlemmarna av släkten före Carl Julius var alla officerare. Magnus Lagerbergs farfars far, kvartermästaren vid adelsfanan, Lars Herman Lagerberg (†1777) spelade under pommerska kriget bort släktens inte obetydliga förmögenhet.
Farfadern blev kapten vid Bohusläns regemente. Då han dog 1819 var Carl Julius Lagerberg bara nio år gammal. Han uppfostrades hos sin morbror, prosten Magnus Lagerlöf i Värmland, vilken satte honom i skola i Karlstad. Penningbristen hindrade honom från att följa släktens militära traditioner, och efter slutad skolgång tog han anställning som handelsbokhållare vid Rörstrands porslinsfabrik i Stockholm. Där avancerade han till magasinsförvaltare och senare till kassör. År 1843 gifte han sig med den två år äldre Jeanette Vilhelmina Roos af Hjelmsäter. Hon tillhörde en av Nordens äldsta adelssläkter med anor från 1200-talet, men saknade förmögenhet.
I Carl Julius Lagerbergs familj föddes två söner och två döttrar. Magnus var äldst, och han sattes först i Klara skola i Stockholm, senare i Stockholms lyceum samt slutligen i Tyska skolan. År 1856 blev Carl Julius Lagerberg utnämnd till föreståndare för Rörstrands nyinrättade försäljningskontor i Malmö, och familjen flyttade från Stockholm. Då Carl Julius inte hade något eget kapital att investera i affären tvingades han att låta den endast 12-årige Magnus arbeta som bokhållare, vilket innebar att han måste avbryta sin skolgång. På hösten 1856 sattes han emellertid i Tekniska elementarskolan i Malmö, varifrån han fick avgångsbetyg hösten 1861.
I sina dagboksanteckningar och i familjens korrespondens framstår Magnus Lagerberg redan i 17-årsåldern som en "vacker, charmerande, ovanligt begåvad person omtyckt för sin klokhet, kvickhet och älskvärdhet". Lagerbergs stora intresse var annars svensk historia, särskilt den svenska adelns. Hans fader hade redan 1855 börjat anlägga en mynt- och medaljsamling, och den blev snart ett av den unge Lagerbergs huvudintressen.
Genom en släkting, rådmannen Johan Gustaf Bratt, fick Magnus 1862 anställning hos grosshandlaren Otto Lyrholm i Göteborg, och genom den Brattska familjen kom Magnus in i den göteborgska societeten, vilket snart frestade på hans ekonomi eftersom hans lön endast uppgick till 25 riksdaler i månaden och hans utsvävningar uppgick till 1 000 riksdaler redan första året.
På hösten 1862 fick han kontakt med det nybildade Göteborgs museum. Genom familjen Bratt blev Lagerberg bekant med utgivaren av Göteborgs Handels- och Sjöfartstidning, S.A. Hedlund. Han fick då veta att museet ägde en liten mynt- och medaljsamling, och någon månad senare arrangerade Hedlund så att Lagerberg engagerades som amanuens, sedan som oavlönad intendent, vid mynt- och medaljkabinettet.
I augusti 1863 dog fadern, och i pension till Vilhelmina Lagerberg anslog den dödes gamle arbetsgivare 400 riksdaler om året. Lagerberg hyrde nu ett litet hus i utkanten av Göteborg, och dit flyttade han hösten 1863 tillsammans med modern, systrarna Sofie och Catharina samt den yngre brodern Julius. Genom kontakter med mångmiljonären James Dickson blev han den 19 september 1864 helt oväntat erbjuden befattningen som ombudsman vid museet med en årslön av 2 000 riksdaler.
Under de två år han på sin fritid fungerat som oavlönad intendent vid museet hade han dokumenterat en storartad talang att föröka myntkabinettets samlingar och att få folk att skänka pengar. Under de första fyra åren köpte han in myntsamlingar för 9 000 riksdaler, trots att anslagen bara var 200 riksdaler om året.
År 1865 blev Lagerberg utnämnd till kammarjunkare vid hovet, vilket är den lägsta titeln bland den uppvaktande adeln. Han blev därefter medlem i sällskapen: Götiska förbundet, sedan i Frimurarorden och slutligen i Amaranterorden. 1871 utnämndes Lagerberg till kammarherre.
Han utnämndes till ombudsman för det till museet närstående industrilotteriet, vilket gav honom ett inkomsttillskott på 1 500 riksdaler om året. År 1867 blev han kassaförvaltare i föreläsningsföreningen, vilket inbringade 75 riksdaler om året, och 1872 blev han museets bibliotekarie med en lön av 600 riksdaler om året.
Lagerberg mötte senare riksheraldikern August Wilhelm Stiernstedt. Kontakten med Stiernstedt fick avgörande betydelse för hans karriär och därmed inleddes också en 15 års lång vänskap.
År 1890 blev Lagerberg korresponderande ledamot av Kungliga Vitterhets Historie och Antikvitets Akademien och 1900 hedersledamot av Svenska numismatiska föreningen.
Lagerberg gifte sig rikt 1876 med Tekla Wahlström, dotterdotter till en av Göteborgs rikaste affärsmän, grosshandlaren J.F. Silvander. Hon medförde en miljonförmögenhet i boet, och Lagerberg köpte för 100 000 kronor Råda säteri, 9 kilometer sydost om Göteborg, och etablerade sig där som godsägare. Till slut ägde Magnus Lagerberg även tio stenhus i Göteborg. På 1890-talet blev konjunkturerna sämre, och år 1896 dog Tekla Lagerberg. Bouppteckningen visade ett underskott på 600 000 kronor. Fullständigt utblottad flyttade Magnus Lagerberg från Göteborg till Stockholm. På gamla dagar gifte han om sig och flyttade till Gränna, men lyckan varade bara några få år. Efter skilsmässa bosatte han sig i Mariefred.

## Familj
Gift 1876 med Tekla Wahlström (f. 1853 i Örgryte, Göteborg). Gemensamma barn: Karin (f. 1877), Brita (f. 1878) och Sven (f. 1880).

## Utmärkelser

### Svenska utmärkelser
- Riddare av första klassen av Vasaorden, 1883.[2]

### Utländska utmärkelser
- Andra klassen av Persiska Lejon- och solorden,[3] 1884.
- Andra klassen Osmanska rikets Meschidie-orden,[3] 1899.
- Kommendör av andra klassen av Badiska Zähringer Löwenorden,[3] 1881.
- Kommendör av Österrikiska Frans Josefsorden,[3] 1883.
- Riddare av Italienska kronorden,[3] 1874.
- Riddare av Portugisiska Kristusorden,[3] 1870.
- Riddare av tredje klassen av Preussiska Röda örns orden,[3] 1882.
- Riddare av första klassen av Sachsiska Albrektsorden,[3] 1874.
- Riddare av första klassen av Hessiska Filip den ädelmodiges orden,[3] 1871.